# 마조프셰

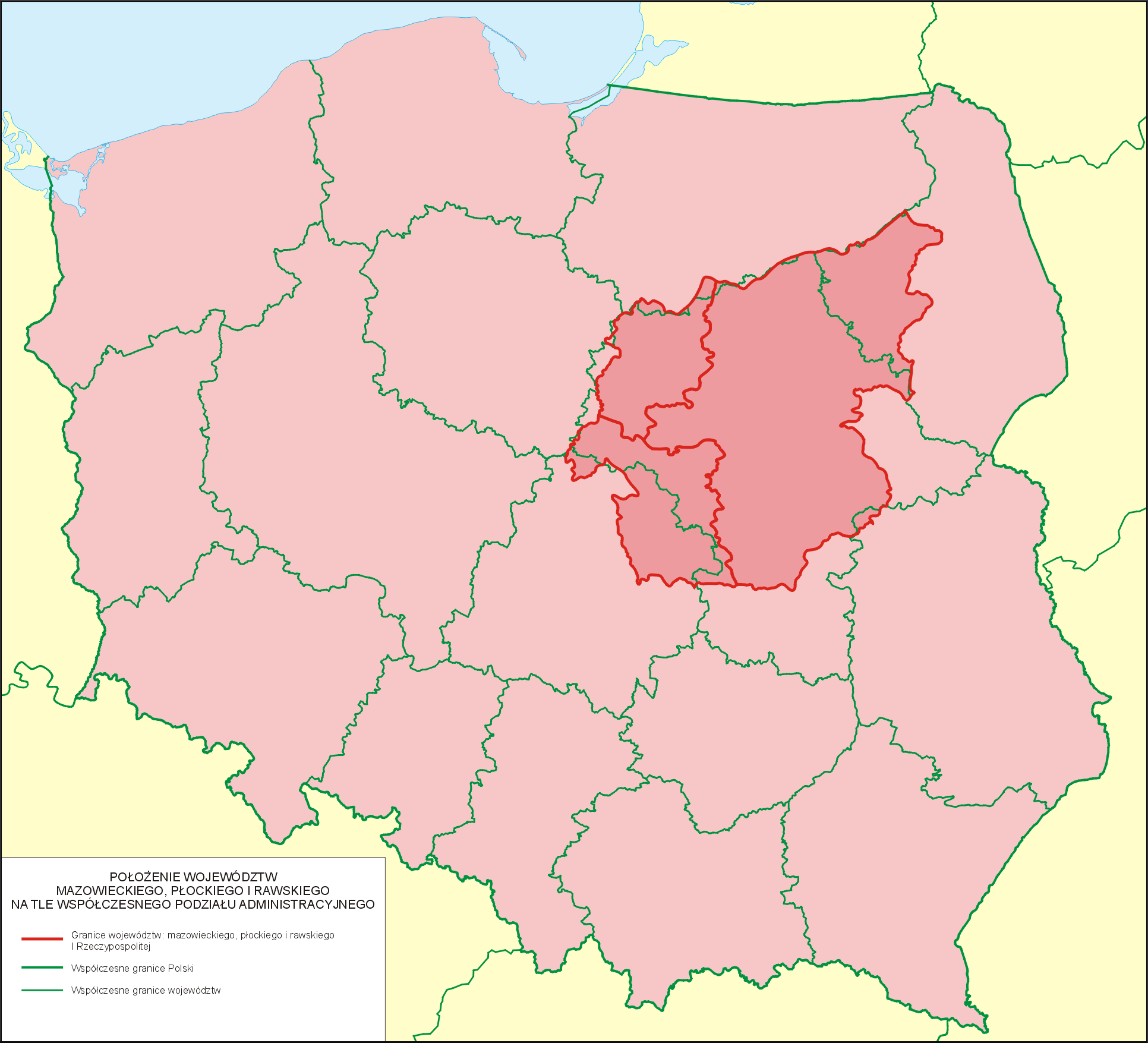
마조프셰의 위치

마조프셰(폴란드어: Mazowsze)는 폴란드 중앙에서 북동쪽에 있는 역사적 지역으로 흔히 바르샤바를 포함한다. 1138년부터 피아스트 왕조의 독립된 분파에 통치받다가 1526년 마조프셰 공국의 마지막 독립 지도자가 사망하면서 폴란드 왕관령에 편입되었다. 현대 폴란드의 행정 구역인 마조프셰주와는 다소 지역의 차이가 있다.